# ارگنتسینگن
ارگنتسینگن (به آلمانی: Ergenzingen) یک منطقهٔ مسکونی در آلمان است که در روتنبورگ آم نکا واقع شده‌است.
 ارگنتسینگن  ۴٬۱۶۶ نفر جمعیت دارد.